# Seuneubok Aceh (Bendahara)
Seuneubok Aceh is een bestuurslaag in het regentschap Aceh Tamiang van de provincie Atjeh, Indonesië. Seuneubok Aceh telt 712 inwoners (volkstelling 2010).